# Orson Scott Card
Orson Scott Card (Richland, 24 agosto 1951) è uno scrittore statunitense di fantascienza e fantasy.

## Biografia
Sposato e padre di cinque figli, di fede mormone (è discendente diretto di Brigham Young), chiesa per la quale è stato anche missionario in Brasile, ha vissuto in California, in Arizona, e nello Utah. Vive ora a Greensboro nello stato della Carolina del Nord. Ha scritto opere di numerosi generi, ma è conosciuto principalmente per i romanzi del ciclo di Ender ed in particolare per i primi due Il gioco di Ender (1985) e Il riscatto di Ender (1986). Vincendo con entrambi questi romanzi sia il Premio Nebula sia il Premio Hugo, lo scrittore ha stabilito un primato ancora imbattuto.
È autore anche di alcune sceneggiature per fumetti pubblicati dalla Marvel Comics.. Nel 2013 scriverà alcune storie dell'antologia Adventures of Superman per la DC Comics. Causa il suo noto attivismo anti-gay quest'annuncio ha scatenato le proteste dei fan del supereroe e del mondo del fumetto.
Ha collaborato alla realizzazione del videogioco The Secret of Monkey Island scrivendo gli insulti per i duelli e di The Dig scrivendo i dialoghi insieme a Sean Clark.

## Premi letterari
- Premio Nebula per il miglior romanzo 1985 per Ender's Game
- Premio Nebula per il miglior romanzo 1986 per Speaker For the Dead
- Premio Hugo per il miglior romanzo 1986 per Ender's Game
- Premio Hugo per il miglior romanzo 1987 per Speaker For the Dead
- Premio Hugo per il miglior romanzo breve 1988 per Occhio per occhio (Eye for Eye)
- Premio Seiun 1989 per Eye for Eye, come miglior racconto straniero pubblicato in Giappone
- Premio Alex 2000 per Ender's Shadow

## Opere
Per ogni testo si indica la prima edizione nell'originale inglese e l'eventuale prima traduzione in lingua italiana. Le serie di romanzi e racconti interconnessi sono elencate cronologicamente, in base alla data di pubblicazione del primo episodio di ogni ciclo.

### Ciclo di Ender
La serie consiste di un'esalogia principale con protagonista Ender Wiggin, una pentalogia complementare dedicata a Julian Delphiki II detto Bean (le cui vicende sono cronologicamente parallele a quelle di Ender), due trilogie prequel che si svolgono diverse generazioni prima dei due cicli primari, alcuni testi brevi minori dedicati a Ender, e un ciclo spin-off composto, al 2023, da un solo romanzo. Le cinque sequenze sono qui elencate secondo la cronologia interna.

#### Trilogia della prima guerra dei Formic
Composta in collaborazione con Aaron Johnston.
1. Earth Unaware, Tor Books, 2012.
2. Earth Afire, Tor Books, 2013.
3. Earth Awakens, Tor Books, 2014.

Trilogia della seconda guerra dei Formic
Composta in collaborazione con Aaron Johnston.
1. The Swarm, Tor Books, 2016.
2. The Hive, Tor Books, 2019.
3. The Queens, in stesura.

#### Serie di Ender Wiggin
La serie ebbe origine da un racconto autoconclusivo pubblicato da Card su rivista:
- "Il gioco di Ender" ("Ender's Game"), in Analog Science Fiction/Science Fact agosto 1977. Trad. Maria Cristina Pietri nell'antologia I guerrieri delle galassie, a cura di Sandro Pergameno, Grandi Opere Nord 12, Editrice Nord, 1986.

Alcuni anni dopo l'autore espanse il racconto in un romanzo omonimo e ne proseguì gli eventi con tre sequel composti nell'arco di un decennio, formando così una tetralogia; in seguito trasformò la serie in esalogia, aggiungendovi un midquel fra primo e secondo romanzo e un nuovo volume conclusivo, atti a collegarla strettamente con la saga di Bean.
1. Il gioco di Ender (Ender's Game), Tor Books, 1985. Trad. Gianluigi Zuddas, Cosmo Oro 87, Editrice Nord, 1987.
2. Ender in Exile, Tor Books, 2008.[4]
3. Il riscatto di Ender (Speaker for the Dead), Tor Books, 1986. Trad. Gianluigi Zuddas, Cosmo Oro 89, Editrice Nord, 1988.
4. Ender III - Xenocidio (Xenocide), Tor Books, 1991. Trad. Gianluigi Zuddas, Cosmo Oro 121, Editrice Nord, 1991.
5. I figli della mente (Children of the Mind), Tor Books, 1996. Trad. Annarita Guarnieri, Cosmo Oro 163, Editrice Nord, 1997.
6. The Last Shadow, Tor Books, 2021.[5]

##### Racconti obsoleti
Si segnala che la pubblicazione di Ender III - Xenocidio era stata anticipata da un romanzo breve di antefatto, che però è stato integrato solo in parte nel testo finale:
- Gloriously Bright, in Analog Science Fiction and Fact gennaio 1991.

Inoltre, quattro capitoli del romanzo Ender in Exile erano stati precedentemente pubblicati come racconti autonomi nella webzine diretta da Card:
- "A Young Man with Prospects", in Orson Scott Card's Intergalactic Medicine Show 4, febbraio 2007.
- "The Gold Bug", in Orson Scott Card's Intergalactic Medicine Show 5, luglio 2007.
- "Ender's Homecoming", in Orson Scott Card's Intergalactic Medicine Show 7, gennaio 2008.
- "Ender in Flight", in Orson Scott Card's Intergalactic Medicine Show 8, aprile 2008.

##### Racconti collaterali
Ender è protagonista anche di alcune opere brevi non strettamente collegate alla trama primaria, organizzate da Card in varie raccolte e redazioni.
- First Meetings: Three Stories from the Enderverse, Subterranean Press, 2002; riedito espanso come First Meetings: In the Enderverse, Tor Books, 2003. Raccolta di quattro racconti, il secondo dei quali aggiunto nella seconda edizione:
  - "The Polish Boy", composto per First Meetings: Three Stories from the Enderverse, Subterranean Press, 2002. Prequel dedicato all'infanzia del padre di Ender.
  - "Teacher's Pest", composto per First Meetings: In the Enderverse, Tor Books, 2003. Prequel dedicato all'incontro fra i genitori di Ender.
  - "Il gioco di Ender" ("Ender's Game"), in Analog Science Fiction/Science Fact agosto 1977. Ristampa anastatica del racconto poi espanso nel romanzo Il gioco di Ender, che di per sé rimane autonomo e sconnesso dal resto della saga.
  - "Il consulente finanziario" ("Investment Counselor"), nell'antologia Universi lontani (Far Horizons: All New Tales from the Greatest Worlds of Science Fiction), a cura di Robert Silverberg, HarperCollins, 1999; trad. Simona Adami, I Libri della Mezzanotte 10, Sperling & Kupfer, 2002. Midquel collocato fra Il gioco di Ender e Il riscatto di Ender, si sovrappone al romanzo Ender's Exile composto successivamente.
- "Ender's Stocking" in Orson Scott Card's Intergalactic Medicine Show 6, luglio 2007; espanso nel romanzo breve A War of Gifts: An Ender Story, Tor Books, 2007, successivamente riedito in una stesura revisionata nell'antologia Decision Points, a cura di Bryan Thomas Schmidt, WordFire Press, 2016. Racconta un episodio autoconclusivo inserito nell'arco temporale dei romanzi "gemelli" Il gioco di Ender e L'ombra di Ender.
- Ender's Way: Tales from the World of Andrew Wiggin, Centipede Press, 2021. Raccolta comprendente tredici racconti: i cinque testi brevi "obsoleti" rispetto all'esalogia principale, i tre racconti principali della raccolta First Meetings: In the Enderverse (è escluso "Il gioco di Ender"), il racconto "Ender's Stocking", e quattro testi mai antologizzati prima:
  - "Mazer in Prison", in Orson Scott Card's Intergalactic Medicine Show 1, ottobre 2005.
  - "Cheater", in Orson Scott Card's Intergalactic Medicine Show 3, ottobre 2006.
  - "Pretty Boy", in Orson Scott Card's Intergalactic Medicine Show 2, marzo 2006.
  - "Governor Wiggin", composto appositamente per Ender's Way: Tales from the World of Andrew Wiggin, Centipede Press, 2021

#### Serie di Bean
Questa pentalogia è articolata cronologicamente in tre fasi: il primo romanzo si svolge in parallelo a Il gioco di Ender, il primo episodio della saga primaria; i tre romanzi centrali si collocano nell'ellissi temporale fra Il gioco di Ender e Il riscatto di Ender e sono speculari al romanzo midquel Ender's Exile; infine, il quinto romanzo di Bean si collega direttamente al sesto romanzo di Ender.
1. L'ombra di Ender (Ender's Shadow), Tor Books, 1999. Trad. Gianluigi Zuddas, Cosmo Oro 198, Editrice Nord, 2002.
2. Shadow of the Hegemon, Tor Books, 2001.
3. Shadow Puppets, Tor Books, 2002.
4. Shadow of the Giant, Tor Books, 2005.
5. Shadows in Flight, Tor Books, 2012.

Inizialmente Card intendeva terminare la serie di Bean con un quinto romanzo intitolato Shadow Alive, ma scelse invece di espanderne significativamente la trama e di bipartirla nei due romanzi consequenziali Shadows in Flight (quinto con protagonista Bean) e The Last Shadow (sesto con protagonista Ender).

#### Fleet School
Serie spin-off destinato al pubblico adolescente, l'unico romanzo pubblicato sinora è cronologicamente contemporaneo agli eventi del secondo romanzo di Bean, Shadow of the Hegemon (e quindi, indirettamente, alla prima parte del romanzo di Ender Ender's Exile).
1. Children of the Fleet, Tor Books, 2017.

### Saga dei Worthing

#### Serie principale
Serie composta da un romanzo e da nove racconti sistematizzati dall'autore nel volume omnibus The Worthing Saga, Tor Books, 1990. La prima traduzione italiana bipartisce l'omnibus fra un primo volume contenente solo il romanzo e un secondo tomo dedicato ai racconti:
1. Domani le stelle (Hot Sleep: The Worthing Chronicle poi The Worthing Chronicle), Baronet Publishing Co., 1979; espanso e rintitolato per la nuova edizione Ace Books, 1983. Trad. ignoto, Uraniargento 1, Arnoldo Mondadori Editore, 7 Marzo 1995.
2. E per noi le stelle (Capitol: The Worthing Chronicle), An Analog Book, Ace Books, 1979; espanso ma privato di un titolo proprio nella riedizione entro il volume omnibus The Worthing Saga, Tor Books, 1990. Trad. Paola Andreaus, Urania 1279, Arnoldo Mondadori Editore, 17 Marzo 1996. Comprende sei testi brevi presenti già nella prima edizione e tre aggiunti nella seconda:
  - I racconti di Capitol (Tales of Capitol)
    - "Immortalità" ("Skipping Stones"), composto appositamente per Capitol: The Worthing Chronicle, Ace Books, 1979.
    - "Seconda possibilità" ("Second Chance"), composto appositamente per Capitol: The Worthing Chronicle, Ace Books, 1979.
    - "I video" ("Lifeloop"), in Analog Science Fiction/Science Fact ottobre 1978.
    - "La fine del gioco" ("Breaking the Game"), in Analog Science Fiction/Science Fact gennaio 1979.
    - "La morte dei bambini" ("Killing Children"), in Analog Science Fiction/Science Fact novembre 1978.
    - "Cosa faremo domani?" ("And What Will Do Tomorrow?"), composto appositamente per Capitol: The Worthing Chronicle, Ace Books, 1979.

  - I racconti della foresta delle acque (Tales from the Forest of Waters)
    - "La fattoria Worthing" ("Worthing Farm"), composto appositamente per The Worthing Saga, Tor Books, 1990.
    - "La locanda Worthing" ("Worthing Inn"), composto appositamente per The Worthing Saga, Tor Books, 1990.
    - "Lo stagnino" ("The Tinker"), in Eternity Science Fiction 2, anno 1980.

#### Racconti obsoleti
La prima edizione della raccolta Capitol: The Worthing Chronicle (Baronet Publishing Co., 1979) comprendeva undici racconti, quattro dei quali (tutti composti appositamente per quella pubblicazione) sono confluiti come singoli capitoli nella seconda edizione espansa del romanzo Domani le stelle (The Worthing Chronicle) e di conseguenza non sono stati riproposti come testi autonomi nell'omnibus The Worthing Saga:
- "A Sleep and a Forgetting"
- "Burning"
- "The Stars That Blink"
- "When No One Remembers His Name, Does God Retire?"

#### Racconto aggiuntivo
L'undicesimo racconto presente nella prima edizione di Capitol: The Worthing Chronicle non è stato incluso da Card nella sistemazione finale della saga, ma è rimasto in stampa entro raccolte miscellanee come episodio "fuori serie".
- "A Thousand Deaths", in Omni dicembre 1978.

### Il canto della vita
Serie originariamente composta da due racconti lunghi interconnessi:
1. "Mikal's Songbird", in Analog Science Fiction/Science Fact maggio 1978.
2. "Songhouse", in Analog Science Fiction/Science Fact settembre 1979.

Successivamente Card combinò ed espanse i due testi e ne ricavò il romanzo Il canto della vita (Songmaster), Quantum Science Fiction, The Dial Press, 1980; trad. Carlo Borriello, Il Libro d'Oro 96, Fanucci Editore, 1996.

### Ciclo del Popolo dell'Orlo
Una saga formata da cinque racconti e un saggio di commento, composta in ordine anacronico e riunita dall'autore secondo la cronologia interna nella raccolta tematica Il popolo dell'Orlo (The Folk of the Fringe), Phantasia Press, 1989; trad. Gloria Ghisi, Urania 1192, Arnoldo Mondadori Editore, 15 Novembre 1992. La traduzione italiana presenta la raccolta come un romanzo fix-up e non traduce i titoli dei singoli episodi.
1. West, nell'antologia Free Lancers, a cura di Elizabeth Mitchell, Baen Books, 1987.
2. "Salvage", in Isaac Asimov's Science Fiction Magazine febbraio 1986.
3. "The Fringe", in The Magazine of Fantasy & Science Fiction ottobre 1985.
4. Pageant Wagon, composto appositamente per l'edizione in volume.
5. "America", in Isaac Asimov's Science Fiction Magazine gennaio 1987.
6. «Author's Note: On Sycamore Hill», in Science Fiction Review estate 1985.

### Ciclo di Alvin Maker
La serie consiste di sei romanzi concatenati e di nove racconti minori autoconclusivi, la cui cronologia interna non è ben delineata.

#### Saga principale
1. Il settimo figlio (Seventh Son), Tor Books, 1987. Trad. Bernardo Draghi, La Gaja Scienza 351, Longanesi & C., 1991.
2. Il profeta dalla pelle rossa (Red Prophet), Tor Books, 1988. Trad. Bernardo Draghi, La Gaja Scienza 401, Longanesi & C., 1993.
3. Alvin l'apprendista (Prentice Alvin), Tor Books, 1989. Trad. Bernardo Draghi, La Gaja Scienza 448, Longanesi & C., 1994.
4. Alvin Journeyman, Tor Books, 1995.
5. Heartfire, Tor Books, 1998.
6. The Crystal City, Tor Books, 2003.

L'esalogia è stata riunita per la prima volta nel volume omnibus The Tales of Alvin Maker, Tor Books, 2018.

#### Racconti singoli
- "Hatrack River", in Isaac Asimov's Science Fiction Magazine agosto 1986.
- "Runaway", in Isaac Asimov's Science Fiction Magazine giugno 1987.
- "Dowser", in Isaac Asimov's Science Fiction Magazine dicembre 1988.
- "Alvin and the No-Good Plow", in Sunstone agosto 1989.
- "Gooses", in Amazing Stories estate 1998.
- "L'uomo sorridente" ("Grinning Man"), nell'antologia Legends (Legends: Short Novels by the Masters of Modern Fantasy), a cura di Robert Silverberg, Tor Books, 1998. Trad. Marina Deppisch in Legends. Secondo Volume, I Libri della Mezzanotte 9, Sperling & Kupfer, 2002.
- "The Yazoo Queen", nell'antologia Legends II, a cura di Robert Silverberg, Tor Books, 2003.
- "Alvin and the Apple Tree: A Tale of Alvin Maker", nell'antologia Dead Man's Hand: An Anthology of the Weird West, a cura di John Joseph Adams, Titan Books, 2014.
- "Naysayers", in National Review del 19 novembre 2015.

### Ciclo diHomecoming
1. Il custode dell'uomo (The Memory of Earth), Tor Books, 1992. Trad. Gianluigi Zuddas, Cosmo Oro 143, Editrice Nord, 1995.
2. The Call of Earth, Tor Books, 1993.
3. The Ships of Earth, Tor Books, 1994.
4. Earthfall, Tor Books, 1995.
5. Earthborn, Tor Books, 1995.

La pentalogia è stata riunita per la prima volta nel volume omnibus The Complete Homecoming Saga, Tor Books, 2019.

### Ciclo di Mayflower
Serie composta in collaborazione con Kathryn H. Kidd e concepita come trilogia, ma rimasta interrotta al primo romanzo.
1. Lovelock, Tor Books, 1994.
2. Rasputin, annunciato ma mai pubblicato.

### Ciclo diPastwatch
Serie concepita come dilogia ma rimasta interrotta al primo romanzo.
1. The Redemption of Christopher Columbus, Tor Books, 1996.
2. The Flood, pubblicazione prevista per St. Martin's Press nel 1998 ma mai attuata.

### Ciclo delleWomen of Genesis
1. Sarah, Shadow Mountain, 2000.
2. Rebekah, Shadow Mountain, 2001.
3. Rachel & Leah, Shadow Mountain, 2004.

### Ciclo dell'Impero
1. Empire, Tor Books, 2006.
2. Hidden Empire, Tor Books, 2009.

La dilogia è stata riunita per la prima volta nel volume omnibus Empire / Hidden Empire, Tor Books, 2017.

### Ciclo diPathfinder
1. Pathfinder (Pathfinder), Simon Pulse, 2010. Trad. M. S. Buccaro, Oscar fantastica, Arnoldo Mondadori Editore, 2017. (ISBN 9788804663935)
2. Pathfinder - Rovine (Ruins), Simon Pulse, 2012. Trad. Cristian Baldi, C. Barichello e D. Cerri, Oscar fantastica, Arnoldo Mondadori Editore, 2018.(ISBN 9788804680611)
3. Pathfinder - Visitatori (Visitors), Simon Pulse, 2014. Trad. A. Vezzoli, Oscar fantastica, Arnoldo Mondadori Editore, 2018. (ISBN 9788804686415)

La trilogia è stata riunita per la prima volta nel volume omnibus Pathfinder Trilogy, Simon Pulse, 2014.

### Ciclo deiMither Mages
Card creò questa serie con due racconti brevi autoconclusivi apparsi originariamente in antologia:
- "Sandmagic", nell'antologia Swords Against Darkness IV, a cura di Andrew J. Offutt, Zebra Books / Kensington Publishing Corp., 1979.
- "Stonefather", nell'antologia Wizards: Magical Tales from the Masters of Modern Fantasy, a cura di Jack Dann e Gardner Dozois, Berkley Books, 2007.

Successivamente ne ha ripreso ed espanso l'ambientazione con una trilogia di romanzi:
1. The Lost Gate, Tor Books, 2011.
2. The Gate Thief, Tor Books, 2013.
3. Gatefather, Tor Books, 2015.

### Ciclo deiMicropowers
1. Lost and Found, Blackstone Publishing, 2019.
2. Duplex, Blackstone Publishing, 2021.

### Ciclo diSide Step
Trilogia in corso di stesura:
1. Wakers, Margaret K. McElderry Books, 2022.

### Romanzi autoconclusivi
- I ribelli di Treason (A Planet Called Treason poi Treason), St. Martin's Press, 1979; revisionato per la seconda edizione St. Martin's Press, 1988. Trad. Annarita Guarnieri, Cosmo Argento 202, Editrice Nord, 1989.
- I giorni del cervo (Hart's Hope), Berkley Books, 1983. Trad. Delio Zinoni, Urania Fantasy 1ª serie n. 1, Arnoldo Mondadori Editore, 8 Giugno 1988.
- A Woman of Destiny poi Saints, Berkley Books, 1984.
- Wyrm (Wyrms), Arbor House, 1987. Trad. Marco Pensante, Urania 1107, Arnoldo Mondadori Editore, 13 Agosto 1989.
- Abyss poi Abissi (The Abyss), Legend, 1989; trad. Monica Mazzanti, Sonzogno, 1989. Trasposizione letteraria del film omonimo diretto da James Cameron.
- Lost Boys, HarperCollins, 1992.
- Treasure Box, HarperCollins, 1996.
- Stone Tables, Deseret Books, 1997. Adattamento in prosa di un dramma teatrale composto in collaborazione con Robert Stoddard.
- Homebody, HarperCollins, 1998.
- Magic Mirror, Gibbs Smith, Publisher, 1999. Collaborazione con Nathan Andrew Pinnock.
- Enchantment, Del Rey / Ballantine, 1999.
- Magic Street, Del Rey, 2005.
- Invasive Procedures, Tor Books, 2007. Collaborazione con Aaron Johnston.
- Zanna's Gift, Forge, 2008.